# Gladiator II
Gladiator II – filmowy dramat historyczny wyreżyserowany i współprodukowany przez Ridleya Scotta, będący kontynuacją Gladiatora z 2000 roku. Scenariusz napisał David Scarpa, w głównych rolach wystąpili: Paul Mescal, Denzel Washington, Pedro Pascal, Joseph Quinn, Fred Hechinger, Connie Nielsen i Derek Jacobi. Film wyprodukowała wytwórnia Scott Free Productions dla Paramount Pictures. Fabuła koncentruje się na losach Lucjusza, byłego dziedzica tronu Cesarstwa Rzymskiego, który zostaje gladiatorem.
Możliwość zrealizowania kontynuacji Gladiatora rozważano już w czerwcu 2001; wówczas zakładano, że scenariusz ponownie napiszą David Franzoni i John Logan. W następnych latach Scott ujawniał sporadycznie pomysły na część drugą, w tym m.in. rozważając możliwość ponownego zaangażowania Russella Crowe’a – czy to poprzez przedstawienie w fabule rzymskich zaświatów, czy osadzenie jej w innym okresie historycznym. Prace nad kontynuacją wstrzymano w 2006, kiedy DreamWorks sprzedało prawa do Gladiatora Paramountowi.
Film ostatecznie zapowiedziano w 2018, ujawniając, że scenariusz napisze Scarpa. W styczniu 2023 ogłoszono, że główną rolę zagra Mescal. Zdjęcia rozpoczęły się w czerwcu 2023, a zakończyły w styczniu 2024, z przerwą wymuszoną przez hollywoodzkie strajki, w tym strajk aktorów. Światowa premiera miała miejsce w listopadzie 2024. 

## Fabuła
Ponad dwadzieścia lat po wydarzeniach z Gladiatora (2000) Lucjusz – syn Lucylli, wnuk Marka Aureliusza – żyje na wygnaniu w Numidii wraz ze swoją żoną. Ich dom zostaje najechany przez rzymskich legionistów pod wodzą generała Marka Akacjusza. Lucjusz zostaje wzięty do niewoli, a jego żona umiera w walce. Zainspirowany historią Maksimusa postanawia walczyć jako gladiator pod patronatem Makrynusa, sprzeciwiając się jednocześnie rządom młodych cesarzy, Karakalli i Gety.

## Obsada
- Paul Mescal jako Lucjusz Werus – dawny dziedzic tronu Cesarstwa Rzymskiego, od piętnastu lat żyjący w Numidii, po powrocie do Rzymu walczący jako gladiator[3]
- Denzel Washington jako Makrynus – dawny niewolnik, który dorobił się fortuny i wpływów jako handlarz i patron gladiatorów, żywiący uraz do młodych cesarzy[3]. Mentor Lucjusza, handlujący bronią i zaopatrujący w żywność i oliwę armie w Europie. Zdaniem Scotta, „kurewsko okrutny” dla walczących na arenie[2]
- Pedro Pascal jako Marek Akacjusz – rzymski generał, za niesubordynację zdegradowany i zmuszony do walki jako gladiator[2]
- Connie Nielsen jako Lucylla – matka Lucjusza
- Derek Jacobi jako senator Grakchus – członek senatu rzymskiego sprzeciwiający się rosnącej korupcji na dworze cesarskim
- Joseph Quinn jako cesarz Geta[2]. Chociaż jego rolę porównano do Joaquina Phoenixa w pierwszym filmie wcielającego się w Kommodusa, zdaniem Quinna nie starał się odtworzyć tamtego występu, kierując się wskazówkami od Scotta i Nielsen[4]
- Fred Hechinger jako cesarz Karakalla[2]
- Lior Raz(inne języki)
- Peter Mensah
- Matt Lucas
- May Calamawy(inne języki)
- Tim McInnerny
- Alexander Karim(inne języki)

## Produkcja

### Rozwój projektu

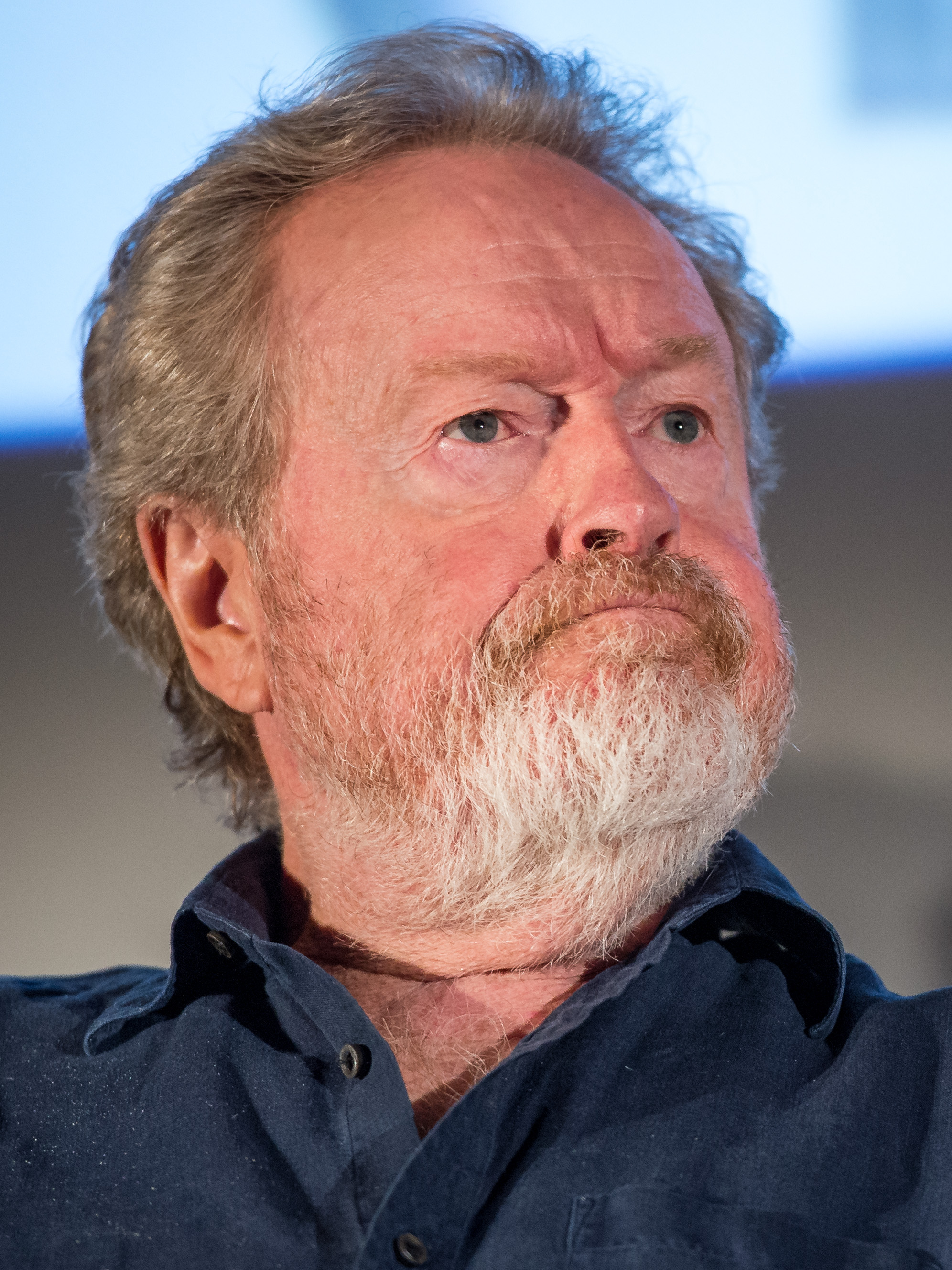
Ridley Scott, reżyser filmu.

W czerwcu 2001 rozpoczęto prace nad filmem mogącym być prequelem lub sequelem Gladiatora, do którego scenariusz ponownie miałby napisać David Franzoni. W 2002 ogłoszono, że zrealizowana zostanie kontynuacja według scenariusza autorstwa Johna Logana. Jej fabuła miała rozgrywać się piętnaście lat po wydarzeniach z pierwszego filmu i przedstawiać pretorian rządzących Rzymem oraz starszego Lucjusza chcącego poznać prawdę o swoim biologicznym ojcu. Producentami filmu zostali Franzoni, Douglas Wick i Walter Parkes. W grudniu 2002 ujawniono, że w scenariuszu znalazły się sceny poprzedzające fabułę Gladiatora, dotyczące pochodzenia Lucjusza, jak i rozgrywające się później, ukazujące zmartwychwstanie Maksimusa. Producenci i Russell Crowe zapoznawali się w tym celu ze starorzymskimi wierzeniami dotyczącymi życia po śmierci. We wrześniu 2003 Ridley Scott poinformował, że ukończono prace nad scenariuszem, którego głównym wątkiem będzie nieślubny syn Maksimusa – Lucjusz.
W maju 2006 Scott oświadczył, że chociaż prace nad Gladiatorem II trwały, to nadal nie wyklarowano wszystkich szczegółów scenariusza. Dodał, że osoby odpowiedzialne za pierwszy film pracowały nad tym, żeby kontynuować historię od miejsca, w którym ten się zakończył. Według Scotta Crowe optował za tym, żeby Maksimus powrócił za sprawą wątku fantastycznego, podczas gdy jego zdaniem lepszym wyjściem było bardziej przyziemne wytłumaczenie. Wyraził przekonanie, że film prawdopodobnie ostatecznie nie powstanie, potwierdził jednak, że ma ujawnić, że Lucjusz jest synem Maksimusa i Lucylli. Stwierdził również, że scenariusz powinien być bardziej złożony i poruszać wątki korupcji w starożytnym Rzymie. Mniej więcej w tym samym czasie do napisania nowego scenariusza, pod roboczym tytułem Christ Killer, zatrudniono Nicka Cave’a. Ten scharakteryzował napisaną przez siebie fabułę jako walkę bóstw pomiędzy sobą i śmiertelnikami. Jego scenariusz zakładał, że Maksimus trafił do czyśćca, gdzie został wskrzeszony jako nieśmiertelny wojownik służący rzymskim bogom. Ci zesłać mieli go z powrotem na Ziemię z zadaniem powstrzymania zyskującego na popularności chrześcijaństwa poprzez zabicie Jezusa Chrystusa i jego apostołów, ponieważ ich ruch coraz bardziej osłabiał pogańskich bogów. Podczas pobytu na Ziemi Maksimus miał zostać wmanewrowany w zabicie własnego syna, a ponieważ był nieśmiertelny, przeżył także m.in. krucjaty, II wojnę światową i wojnę wietnamską, w obecnych czasach pracując w Pentagonie. Scenariusz Cave’a ostatecznie odrzucono.
DreamWorks Pictures, w pierwszej dekadzie XXI wieku zmagające się z problemami finansowymi, w 2006 roku sprzedało prawa do wielu swoich aktywów – w tym do Gladiatora – wytwórni Paramount Pictures, a prace nad Gladiatorem II wstrzymano. W marcu 2017 Scott wyjawił, że udało rozwiązać się kwestię przywrócenia na ekran Maksimusa. Wyraził entuzjazm w związku z projektem i poinformował, że prowadzone są negocjacje z Crowe’em odnośnie do jego angażu. W listopadzie 2018 poinformowano, że Paramount oficjalnie wydał zgodę na zrealizowanie kontynuacji Gladiatora, a Scott negocjuje warunki powrotu na stanowisko reżysera. Ówczesnym scenarzystą był Peter Craig, a producentami – poza Scottem – Doug Wick, Lucy Fisher, Walter Parkes i Laurie MacDonald. Sfinansowania projektu podjęły się Paramount, Scott Free Productions i Parkes/MacDonald Productions, współfinansowany był przez Universal Pictures W czerwcu 2019 producenci przekazali, że nie zabraliby się za kontynuację, gdyby nie mieli pewności, że jest ona zasadna. Ujawnili także, że akcja Gladiatora II rozgrywać ma się 25–30 lat po wydarzeniach z części pierwszej, a fabuła poświęcona będzie Lucjuszowi.
W kwietniu 2021 Chris Hemsworth, współpracujący z Crowe’em na planie Thora: Miłości i gromu (2022), zaproponował współfinansowanie Gladiatora II, aktorzy wymienili się także pomysłami na film. W sierpniu 2021 Scott zdradził, że do scenariusza ponownie nanoszone są poprawki, a film będzie następnym, który wyreżyseruje, kiedy zakończy prace nad Napoleonem (2023). W listopadzie ujawniono, że scenariusz przepisze David Scarpa, współpracujący z reżyserem przy Napoleonie. Scarpa otrzymał angaż ze względu na przyjaźń ze Scottem, przez wiele miesięcy nie mogli jednak dojść do porozumienia odnośnie do właściwego scenariusza.
Paramount dopuściło film do realizacji z zakładanym budżetem w wysokości 165 mln USD, jednak ze względu na liczne opóźnienia został on znacząco przekroczony. Według doniesień branżowych Gladiator II mógł kosztować nawet 310 mln USD – będąc tym samym jednym z najdroższych filmów w historii – podczas gdy Paramount podaje, że koszty netto nie przekroczyły 250 mln USD. Scottowi udało się zawrzeć w filmie scenę walki nosorożców, której nie udało mu się przedstawić w części pierwszej ze względu na ograniczenia budżetowe. Twórcy otrzymali od rządu Malty blisko 47 mln euro ulgi zachęcającej do kręcenia w tym kraju, czym ustanowiono rekord największej ulgi podatkowej przyznanej na produkcję filmu w Unii Europejskiej.

### Preprodukcja
W styczniu 2023 angaż do głównej roli otrzymał Paul Mescal; w tym czasie poinformowano także, że do pracy przy Gladiatorze II powrócą scenograf Arthur Max i kostiumograf Janty Yates. Scott po raz pierwszy zobaczył Mescala oglądając serial telewizyjny Normalni ludzie, do którego scenariusz również napisał Scarpa, i uznał, że może on dobrze zastąpić Crowe’a. Do roli Lucjusza rozważano także Austina Butlera, Richarda Maddena i Milesa Tellera. Mescala ostatecznie obsadzono po tym, jak producenci Daria Cercek i Michael Ireland zobaczyli go w westendowym wznowieniu Tramwaju zwanego pożądaniem i stwierdzili, że „panie i reszta widowni bardzo dobitnie wyrażała zadowolenie”, kiedy ściągał koszulkę. W marcu 2023 negocjacje do roli Gety rozpoczął Barry Keoghan, a angaż otrzymał Denzel Washington. Wtedy też potwierdzono, że operatorem kamery ponownie zostanie John Mathieson.
W kwietniu ogłoszono, że swoje role z pierwszego Gladiatora powtórzą Connie Nielsen i Djimon Hounsou, a na Karakallę wybrano Josepha Quinna. W maju do obsady dołączyli Pedro Pascal, May Calamawy, Lior Raz, Peter Mensah, Matt Lucas i Derek Jacobi, mający powtórzyć rolę senatora Grakchusa, a po wycofaniu się Keoghana ze względu na inne zobowiązania zawodowe negocjacje z producentami zaczął prowadzić Fred Hechinger. Jego angaż potwierdzono w czerwcu. W grudniu Hounsou poinformował, że zrezygnował z udziału w projekcie ze względu na konflikt w harmonogramie.

### Okres zdjęciowy
Początkowo zdjęcia miały rozpocząć się w maju 2023 w Warzazat w Maroku, gdzie w kwietniu rozpoczęto budowanie scenografii. Okres zdjęciowy rozpoczął się w czerwcu 2023; poza Marokiem nagrywano je także na Malcie, gdzie odtworzono starożytny Rzym, oraz w Wielkiej Brytanii. 7 czerwca na planie doszło do wypadku, w wyniku którego poparzonych zostało siedmiu jego pracowników. W lipcu zdjęcia wstrzymano ze względu na strajk aktorów, wznowiono 4 grudnia, a zakończono 17 stycznia 2024. W czerwcu 2024 w dolinie Devil’s Dyke w South Downs (hrabstwo West Sussex) realizowano dokrętki.

## Muzyka
W styczniu 2024 poinformowano, że muzykę do filmu napisze Harry Gregson-Williams, zastępując kompozytorów pierwowzoru – Hansa Zimmera i Lisę Gerrard. Zimmer odrzucił propozycję napisania muzyki do kontynuacji, twierdząc, że nie chce się powtarzać. W wywiadzie dla sieci Curzon Cinemas stwierdził, że Gladiator II jest w „naprawdę dobrych rękach” i ufa talentowi Gregsona-Williamsa, który karierę w branży rozpoczynał jako jego asystent.

## Dystrybucja
Światowa premiera filmu miała miejsce 18 października w USA w Los Angeles, 13 listopada 2024 w Wielkiej Brytanii. W tym samym dniu miała miejsce również polska premiera, a 18 listopada w Stanach Zjednoczonych. Amerykańskim i światowym dystrybutorem Gladiatora II jest Paramount Pictures. Universal Pictures odmówiło współfinansowania filmu i dystrybuowania go poza USA ze względu na jego przesadnie wysoki budżet. Początkowo światową premierę planowano na 22 listopada.
1 lipca 2024 poinformowano, że w USA film trafi do kin tego samego dnia, co pierwsza część adaptacji musicalu Wicked, którą Universal przyspieszył z 27 listopada, żeby uniknąć rywalizacji z Vaianą 2. Specjaliści branżowi zwrócili uwagę, że para ta potencjalnie może powtórzyć sukces „Barbenheimera” polegający na tym, że widzowie wybierali się na podwójny seans zupełnie różnych filmów – Barbie i Oppenheimera – wprowadzonych do kin tego samego dnia, co napędzało zyski ze sprzedaży biletów obu z nich. Mescal wyraził poparcie dla takiego rozwiązania, nazywając parę filmów „Glicked” i stwierdzając, że trudno jest wyobrazić sobie dwie tak skrajnie różne produkcje, które mogliby chcieć obejrzeć widzowie.

### Marketing
Podczas CinemaConu 2024 zaprezentowano scenę z filmu, w której Karakalla opuszcza kciuk, skazując gladiatorów na śmierć, co z daleka obserwuje Lucylla. W czerwcu Scott przedstawił materiał z udziałem Washingtona, Mescala, Pascala, Nielsen i Quinna. 8 lipca zaprezentowano plakat, a dzień później opublikowano pierwszy zwiastun, wyświetlany następnie w kinach przed seansami Deadpoola & Wolverine’a. Jennifer Ouellette z portalu Ars Technica stwierdziła, że zwiastun „zapowiada ucztę dla oczu, podczas której nowi gracze i kilka znanych twarzy będzie prowadziło walkę, której stawką jest przyszłość Rzymu”. W zwiastunie zamiast muzyki orkiestrowej wykorzystano utwór „No Church in the Wild” Jaya-Z i Kanyego Westa, co spotkało się z krytyką ze strony części widzów. Inni wskazali, że pozostaje to w zgodzie ze zwiastunem do części pierwszej, w którym usłyszeć można było „Bawitdabę” Kid Rocka.